# Hahnemühle
Hahnemühle FineArt GmbH, es una empresa dedicada a la fabricación de papel con sede en Dassel (distrito de Relliehausen) en la Baja Sajonia, Alemania. Otras áreas empresariales son la producción y venta de papeles de Bellas Artes para técnicas de pintura tradicionales y papeles filtrantes para la industria e investigación. 

## Historia
La empresa se remonta a la fundación de una fábrica de papel en Relliehausen en el bosque Solling en el año 1584 por el fabricante de papel Merten Spieß. El permiso para ello fue concedido por el duque Erich II el 27 de febrero de 1584. La empresa se fundó a orillas del río Ilme, que, gracias al efecto filtrante de la piedra arenisca del Solling, ofrecía y sigue ofreciendo el agua de manantial especialmente suave y pura que es determinante para la alta calidad del papel. En la literatura de esos tiempos se le conocía como fábrica de papel de Relliehausen o Dassel. Era una de las muchas de su tipo entre los ríos Weser y Leine, y fue la única que sobrevivió a lo largo de los siglos. 
La familia Spieß fue propietaria hasta el año 1769. El 30 de agosto de 1769, Johann Jacob Heinrich Andrae de Petershütte compró la fábrica de papel por 4500 Reichsthaler. Tras la temprana muerte de Andrae, su hijo se hizo cargo de la fábrica. El 13 de agosto de 1884, H. J. Heinemann de Hannover adquirió la fábrica de papel de Oskar Andrae e inmediatamente comenzó a edificar un nuevo centro de producción. Cuando surgieron dificultades imprevistas e incremento de costos se vio obligado a traspasar la fábrica y la vendió a la familia Hahne. Desde la adquisición por parte de Carl Hahne en 1886, la empresa se continúa conduciendo con el nombre actual de Hahnemühle.
En 1902, Hahnemühle se fusionó con Schleicher & Schuell de Düren, que en 1927 se convirtió en el único propietario.
Durante la Segunda Guerra Mundial, los fabricantes de papel y los técnicos de la empresa consiguieron falsificar el papel de seguridad de la libra esterlina por cuenta de la Oficina Central de Seguridad del Reich como parte de la Operación Bernhard.

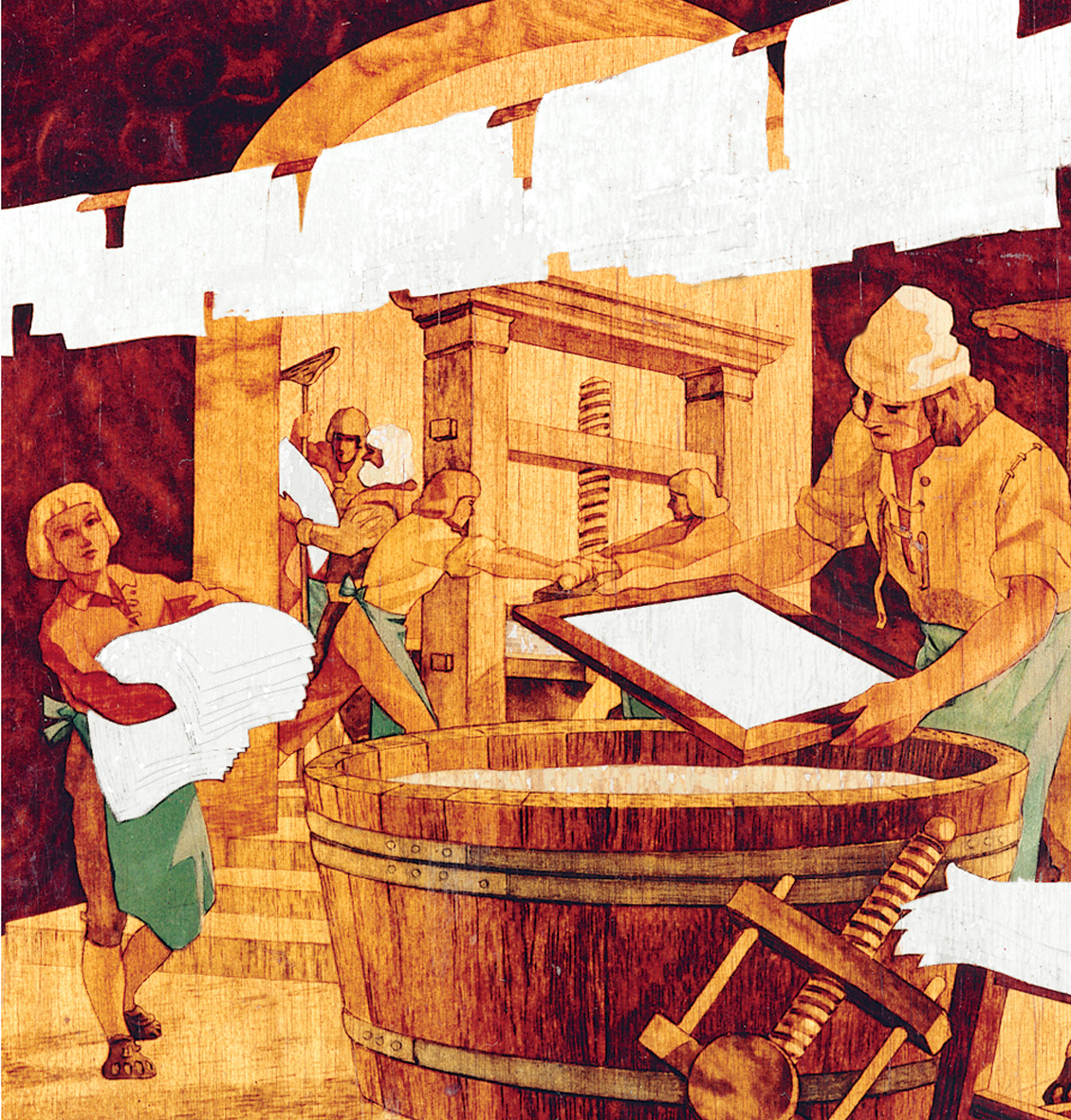
Fabricación de papel en Hahnemühle

En 2004, Hahnemühle es separada del grupo Schleicher & Schuell y desde entonces es nuevamente una empresa independiente. Tiene filiales en Estados Unidos, Gran Bretaña, Francia, Singapur y China.

## Líneas de productos

### Traditional FineArt
La gama Traditional FineArt comprende varios papeles para Bellas Artes, entre ellos los papeles de molde cilíndrico y papeles de dibujo. Todos ellos se fabrican desde 1584 según antiguas recetas, únicamente con materias primas de alta calidad y con agua pura de manantial. Se venden en diferentes gramajes y con diversas estructuras de superficie. Todos los papeles de Hahnemühle están certificados por institutos independientes como altamente resistentes al envejecimiento y son veganos.

### Digital FineArt
Hahnemühle es el inventor de los papeles artísticos que se utilizan en impresiones fotográficas digitales, en el arte digital y en las reproducciones de arte. Con la Digital FineArt Collection y la Hahnemühle Photo Line, el fabricante de papel ofrece una amplia gama de productos de exclusiva calidad. Para cada aplicación se ofrecen diferentes papeles para impresoras de inyección que cumplen con los requisitos de calidad y exigencias artísticas exigidas. 
Dado que los papeles artísticos de alta pureza combinan diferentes estructuras de superficie y recubrimientos especiales para impresoras de inyección, la colección Digital FineArt garantiza resultados de impresión extraordinarios con colores brillantes, negros profundos, los mejores contrastes y reproducción de detalles, así como intensos colores. Con una resistencia al envejecimiento de más de 100 años, los papeles de inyección de la colección Digital FineArt son ideales para aplicaciones de Bellas Artes, como impresiones de alta calidad, ediciones limitadas, exposiciones de larga duración y colecciones de arte.
Hahnemühle Photo cubre también el área Digital FineArt Collection y ofrece un surtido básico compacto de papeles estándar universales para impresoras de inyección de uso diario. En comparación con la colección Digital FineArt, los papeles fotográficos de Hahnemühle constan de una base de papel no texturizado de celulosa o de un material de soporte recubierto de polietileno. Ambos están provistos de un recubrimiento optimizado para imprimir fotos en impresoras de inyección de tinta. Su espesor reducido y las superficies lisas garantizan la facilidad de impresión y procesamiento. Con una calidad de impresión convincente y una resistencia al envejecimiento de hasta 30 años, los papeles Hahnemühle Photo Linie ofrecen los mejores resultados para el trabajo diario y son adecuados para imprimir fotos, pósteres y álbumes.

### Fine Notes & Stationery FineArt
Los accesorios de escritura de la nueva línea de productos FineNotes son una reminiscencia de la historia de la empresa y de la cultura de la escritura. Los extravagantes utensilios de escritura en número limitado se refinan con una aleación de níquel-paladio y recuerdan, por ejemplo, patrones de cedazos históricos. Elegantes cuadernos de bocetos de primera calidad con papel con marcas de agua forman también parte de la colección FineNotes y ofrecen una vivencia de escritura exclusiva. 
Los papeles y cuadernos de bocetos de Hahnemühle para dibujar y escribir son productos Stationery FineArt.

### Filtration & Life Science

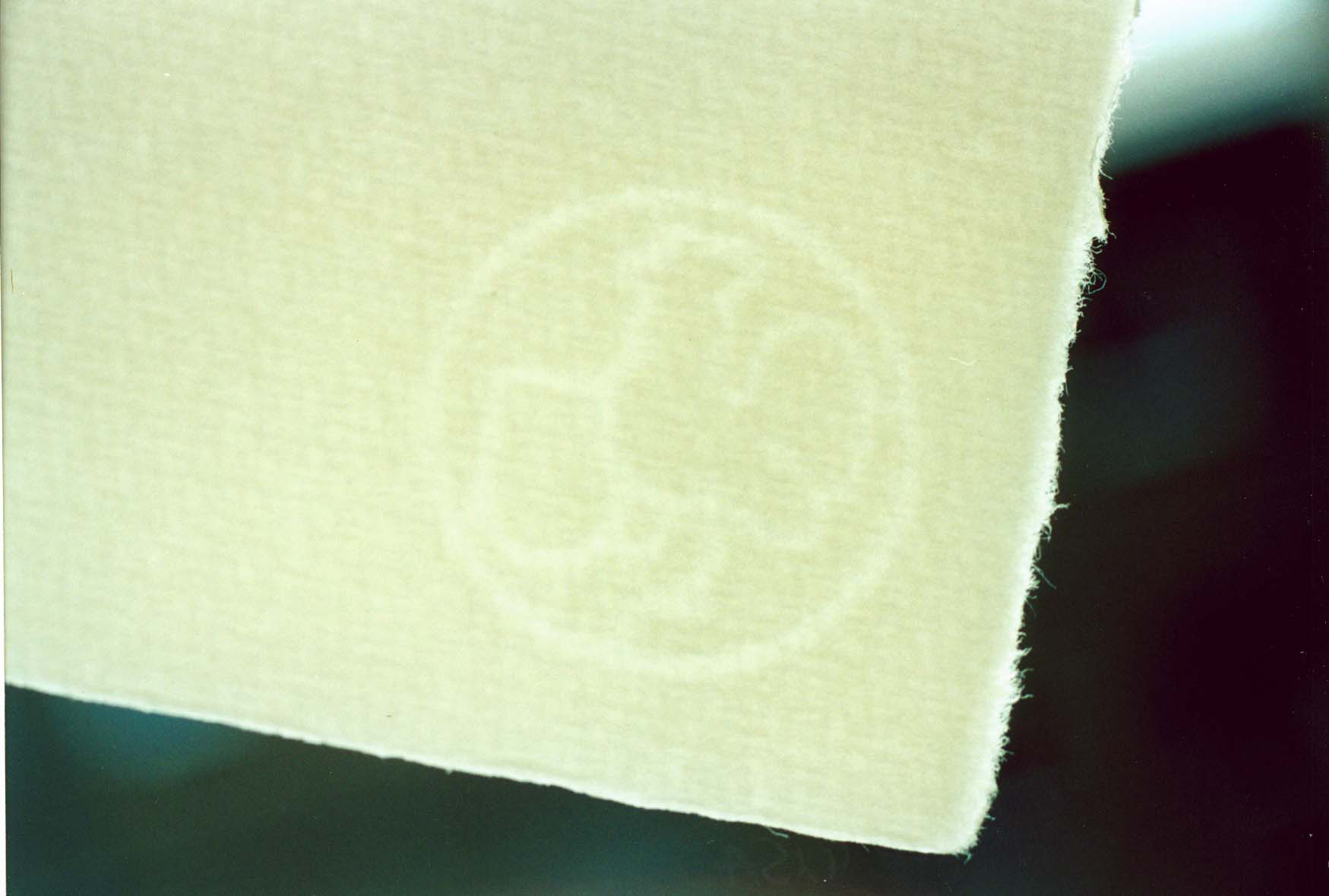
El gallo es la marca de agua de Hahnemühle

Hahnemühle fabrica desde más de 130 años papeles filtrantes de la más alta calidad. En el pasado, los papeles se fabricaban bajo el nombre de Schleicher & Schuell y se comercializaban en todo el mundo. Tras la venta de Schleicher & Schuell (2004), Hahnemühle es fabricante y proveedor independiente de papeles y productos Life Science. 
Hahnemühle desarrolla y produce papeles especiales a partir de más de 150 tipos de papel hechos de línteres, pulpas y fibras de vidrio para sectores como la ingeniería médica, el diagnóstico, y también para la industria agroalimentaria, química y farmacéutica.
Con el suministro de soportes para las pruebas rápidas de antígenos de Covid 19, Hahnemühle avanzó hasta convertirse en una empresa de importancia sistémica. Los nuevos y muy mejorados medios filtrantes para mascarillas de todo tipo tienen un efecto antiviral y antialérgico; así pues, la gama de aplicaciones Life Science es cada vez más amplia.

### Papeles sostenibles
El fabricante tradicional produce papeles especialmente sostenibles a partir de fibras vegetales rápidamente renovables. La línea de productos "Natural Line" para pintar y dibujar incluye papeles hechos de bambú, cáñamo y agave. Hay disponibles papel para acuarela, papel para bocetos y papeles para acrílico, carboncillo, tiza roja y técnicas mixtas. Los papeles hechos de bambú, cáñamo, agave y Sugar Cane, una pulpa de la caña de azúcar, también están disponibles para la línea FineArt y impresiones fotográficas, el arte digital y reproducciones de arte. Hahnemühle produce el primer papel para impresión fabricado de cáñamo, que puede utilizarse en la impresión digital u offset.

## Iniciativa medioambiental
Ya en el año 1965, Hahnemühle fue el primer y único fabricante de papeles veganos expresamente para artistas y desde entonces, en sus papeles ha prescindido de colas animales u otros componentes de origen animal. Además, la fábrica de papel cubre todas sus necesidades de electricidad, que se utiliza para la producción del papel, mediante energía eólica, hidráulica y solar.
En 2008, Hahnemühle incorporó el tipo de papel Bamboo en los productos Digital FineArt y para los papeles tradicionales para Bellas Artes. Los papeles Bamboo se fabrican con la pulpa de las hojas de bambú que tienen un crecimiento rápido. En los últimos años, se ha creado la línea de productos "Natural Line" en torno a este papel. Entre ella se encuentran los papeles fabricados con celulosas sostenibles, como el cáñamo y el agave. Un factor importante de estas plantas sostenibles seleccionadas es que no requieren pesticidas y es más, requieren poca agua para crecer o consisten en residuos vegetales o residuos de la cosecha.
Con la introducción de sus papeles sostenibles en 2008, Hahnemühle lanzó su iniciativa "Green Rooster" para promover programas regionales, nacionales e internacionales de protección y educación ambiental. Estos proyectos son financiados con parte del ingreso de la línea "Natural Line". Hasta ahora, se han apoyado proyectos como "Prints for Wildlife", "Árboles para el clima" y la observación de animales en las cercanías del río Leine. 
Hace poco, Hahnemühle ha recibido la certificación de Gestión Medioambiental de acuerdo con la norma ISO 14001 por las medidas de sostenibilidad y acciones conscientes para el medio ambiente. 

## Concurso para Calendario
Hahnemühle publica cada año un calendario artístico exclusivo el cual fue diseñado por un o una artista o un taller de arte hasta el año 2008. Desde entonces, los calendarios se confeccionan en un concurso internacional de pintura. Un jurado selecciona cada año las 12 obras que serán publicadas. Antes la participación se limitaba a la técnica de acuarela, pero desde 2014 el concurso está abierto a todas las técnicas de pintura y dibujo. El tema del concurso es siempre muy esperado por los aficionados del arte. El número de participantes, así como el número de obras presentadas aumenta constantemente. El concurso de pintura del calendario de 2017 con el título de "Animales" contó con un número récord de participantes, y se presentaron más de 2600 imágenes de más de 1100 artistas de todo el mundo.
| Año  | Motivo                  |
| ---- | ----------------------- |
| 2023 | Colours of the Earth    |
| 2022 | Alegría y Felicidad     |
| 2021 | Beauties of Nature      |
| 2020 | In action               |
| 2019 | Rojo                    |
| 2018 | Marítimos               |
| 2017 | Animales                |
| 2016 | Naturaleza en la ciudad |
| 2015 | Contrastes              |
| 2014 | Música                  |
| 2013 | Culinaria               |
| 2012 | Acuarela abstracta      |
| 2011 | Aqua, Viento y Olas     |
| 2010 | Jardins y Avenidas      |
| 2009 | Naturaleza Muerta       |
| 2008 | Ciudad, campo, río      |